# Leucanopsis venezuelensis
Leucanopsis venezuelensis är en fjärilsart som beskrevs av Rothschild 1909. Leucanopsis venezuelensis ingår i släktet Leucanopsis och familjen björnspinnare. Inga underarter finns listade i Catalogue of Life.